# Dörrieloh
Dörrieloh ist ein Ortsteil der Gemeinde Varrel in der Samtgemeinde Kirchdorf im Landkreis Diepholz, Niedersachsen.

## Geographie
Dörrieloh ist von zwei Mooren umgeben. Das eine ist das Renzeler Moor und das andere ist das Freistätter/Wagenfelder Moor. Gut 900 Meter östlich des Dorfes fließt die Große Aue.

## Geschichte
Ein hier gefundener Münzschatz stammte aus dem Jahr 1240.
Dörrieloh wurde erstmals um 1300 Doringlo genannt, 1381 Donringhelo, 1474 Doringelo, mundartlich Dörgeloh. 
Der Name der Familie von Dorgelo ist auf den Ortsnamen Dörrieloh zurückzuführen. Der Stammsitz des Adelsgeschlechts in Dörrieloh war zunächst ein Sattelhof, später ein Rittergut. Dieses wurde 1578 von den Dorgelos verkauft und blieb danach bis 1704 im Besitz der Geschlechter von Grambart und von Brüning. Ein zweites, erst 1575 privilegiertes Rittergut in Dörrieloh war bis 1847 im Besitz derer von Weyhe und von Zengen. Es ist vielleicht mit einem Hof identisch, den die Familie von Stumpenhusen, dann die von Kanstein besaßen. 
Die protestantischen Einwohner zählen zum Kirchspiel Varrel.
Seit dem 1. März 1974 gehört die Gemeinde Dörrieloh zu Varrel.

## Sonstiges
In Dörrieloh gibt es ein Schützenhaus. Bis 1980 besaß Dörrieloh eine eigene Grundschule. In diesem Gebäude ist nun die Freiwillige Feuerwehr untergebracht.